# Napothera marmorata
La ratina jaspeada (Napothera marmorata) es una especie de ave paseriforme de la familia Pellorneidae propia del sudeste de Asia.

## Distribución y hábitat
Se la encuentra en la península de Malaca y Sumatra. Su hábitat natural son los bosques húmedos tropicales.